# Досунму
Досунму (англ. Dosunmu; также Досемо англ. Docemo) — Оба (король) Лагоса с 1853 по 1885 год, передавший Лагос в 1861 году под управление Британской империи.

## Правление
После бомбардировки Лагоса влияние британцев на Лагос росло, а потому, когда 2 сентября 1853 года скончался король Акитое, британский консул Бенджамин Кэмпбелл узнав о его смерти от агента К. Голлмера, скрыл эту информацию от вождей йоруба, вместо этого спросив у них, кто должен быть наследником Акитое. Те единогласно заявили, что Досунму — законный наследник. Только после этого Кэмпбелл передал им известие о смерти Акитое, а затем сообщил Досунму о его возведении на престол, за чем последовали поспешные церемонии вступления во дворец. На следующий день Досунму был официально признан Обой Лагоса и получил салют из 21 орудия от Королевского флота.

### Соперничество с Косоко
Досунму унаследовал проблему со свергнутым королём Косоко от своего отца. Косоко к тому моменту создал независимое военное подразделение в Эпе с 400 бойцами, откуда дестабилизировал Лагос множественными атаками. Экс-король в конце концов подписала Договор об Эпе 28 сентября 1854 года с консулом Бенджамином Кэмпбеллом, согласившись не предъявлять никаких претензий на Лагосу и не ставить под угрозу торговлю в нём. Соглашение было тактическим успехом для Косоко, который фактически заставил британцев признать его правителем Эпе. В целом, однако, трон Лагоса остался для него недосягаемым, а потому потомки Досунму прочно на нём укоренились.
Соперничество перешло в экономическую сферу. Сторонники Обы Досунму не полностью поддерживали британское присутствие в Лагосе после аннексии в 1861 году, в то время как союзники Косоко использовали предоставленные возможности по максимуму. Кроме того, в соответствии с условиями соглашения, достигнутого в 1854 году, Досунму отказался от прав на торговлю с таможенными пошлинами, который он подтвердил по договора 1861 года, получив в замен пенсию размером 1 000 фунтов стерлингов в год. Следовательно, богатство Обы уменьшилось, в то время как Косоко и его союзники, не имея таких торговых ограничений, процветали.
«Лагерь» Косоко состоял из таких людей, как Ошоди Тапа и Тайво Олово, которые с энтузиазмом вступили в торговлю с европейскими фирмами. Во главе экономической фракции Досунму был вождь Апена Аджаса, который неоднократно сталкивалась с Тайво Олово. Когда Косоко умер, колониальное правительство подсчитало, что его экономическая фракция была более влиятельной и имела не менее 20 000 последователей.

### Сдача Лагоса
Оценив угрозы, исходящие со стороны Косоко и французов, правящих в Виде, премьер-министр лорд Палмерстон отметил «целесообразность не терять времени при принятии формального протектората Лагоса». Уильям Маккоскри, исполняющий обязанности консула в Лагосе вместе с коммандером Бедингфилдом, 30 июля 1861 года встретился с Обой Досунму на борту HMS Prometheus, где британцы прямо заявили об этом решении королю, и к августу 1861 года требовали дать ответ. Досунму сопротивлялся подписанию договора, но под угрозой коммандера Бедингфилда разграбить Лагос, Оба уступил и подписал договор о передаче города в состав Британской империи.

### Столкновение с Гловером
Некоторые французские компании, потерявшие свои торговые преимущества после подписания договора, чувствуя недовольство короля британским присутствием в Лагосе, пообещали ему помощь организовать восстание против губернатора Джона Хоули Гловера. Гловер, не теряя времени, оштрафовал Досунму на 50 фунтов и приостановил выплаты пенсии на 4 месяца. Досунму не был доволен случившемся, считая что Гловер использовал Косоко, чтобы насолить ему — ведь губернатор поддерживал очень тесные дружеские отношения с союзниками Косоко, такими как Ошоди Тапа, с которым Гловер консультировался перед тем, как заняться публичными проектами в Лагосе, и Тайво Олово, которого Гловер поощрял вести торговлю.

## Смерть
Досунму умер в 1885 году, ему наследовал его сын Ойекан I.